# 3059 Pryor
3059 Pryor è un asteroide della fascia principale. Scoperto nel 1981, presenta un'orbita caratterizzata da un semiasse maggiore pari a 2,2679693 UA e da un'eccentricità di 0,1297672, inclinata di 2,35931° rispetto all'eclittica.